# Vardhalí
Vardhalí (Vardali) är en ort i Grekland.   Den ligger i prefekturen Fthiotis och regionen Grekiska fastlandet, i den centrala delen av landet, 180 km nordväst om huvudstaden Aten. Vardhalí ligger 180 meter över havet och antalet invånare är 285.
Terrängen runt Vardhalí är kuperad åt sydost, men åt nordväst är den platt. Runt Vardhalí är det glesbefolkat, med 15 invånare per kvadratkilometer. Närmaste större samhälle är Fársala, 12,0 km nordost om Vardhalí. Trakten runt Vardhalí består till största delen av jordbruksmark.